# Plagiolepis squamulosa
Plagiolepis squamulosa é uma espécie de formiga do gênero Plagiolepis, pertencente à subfamília Formicinae.